# Carlos do Carmo
Carlos Alberto do Carmo Almeida (Lisboa, 21 de diciembre de 1939-Lisboa, 1 de enero de 2021) fue un cantante portugués que dio a conocer internacionalmente el fado.

## Trayectoria artística

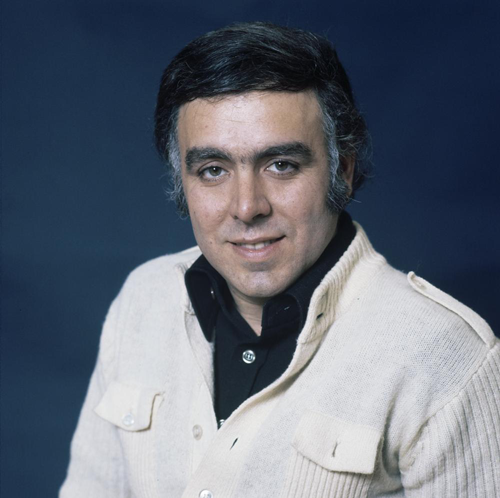
Carlo do Carmo, 1976

Hijo de la fadista Lucília do Carmo y de Alfredo de Almeida, librero y hotelero. De joven, Carlos do Carmo estudia en el Institut auf dem Rosenberg, un instituto alemán en San Galo — donde estudió idiomas — y hostelería en Ginebra. Comenzó su trayecto profesional en la Companhia Nacional de Navegação (Portugal). Tras el fallecimiento de su padre, en 1963, Carlos do Carmo pasó a ser el gerente de la casa de fados de su familia, O Faia, en el Bairro Alto, entonces una de las casas de fado más conocidas de la capital. Su carrera artística empieza en 1964, si bien ya había grabado un disco cuando tenía nueve años.
Representó a Portugal en el XXI Festival de la Canción de Eurovisión 1976, con el tema Flor de verde pinho (basado en un poema de Manuel Alegre). En el Festival RTP de la canción de aquel año fue el único intérprete, entre las últimas canciones presentadas estaban temas como “Estrela da tarde”.
De entre muchas otras, sus canciones más conocidas son: Os putos, Um homem na cidade, Canoas do Tejo, Lisboa menina e moça, Duas lágrimas de orvalho y Bairro Alto. Ha cantado en portugués el tema El drapaire de Joan Manuel Serrat, (O ferro velho en adaptación del poeta Alexandre O'Neill), tema incluido en su disco Canoas do Tejo (LP Movieplay en 1972-CD en 1997) y en O melhor dos melhores - Carlos do Carmo (Tecla, 1992). Su nombre figura entre los pioneros de la nueva discografía portuguesa, ya que su disco Un homem no país fue el primer CD editado por un artista en Portugal. José María Nóbrega le acompaña en la guitarra desde hace 36 años. Fue homenajeado en 2003 con motivo de sus 40 años de carrera musical.
En 2007 participó en la película Fados de Carlos Saura junto a otros grandes artistas lusos y brasileños, como Mariza, Camané o Caetano Veloso. Este largometraje es estrenado en la gran pantalla el 23 de noviembre de 2007, después de ser proyectado en diversos festivales de cine. Paralelamente al estreno de la película se realizan conciertos de presentación de la película en Madrid, Valladolid y Santiago de Compostela, en los que intervienen Camané, Mariza, Miguel Poveda y el propio Carlos do Carmo. Carlos do Carmo es galardonado con el Premio Goya a la Mejor canción original por Fado da saudade.
Tras haberse retirado de los escenarios en 2019, falleció el primer día de enero de 2021, el funeral tuvo lugar en la Basílica da Estrela y fue enterrado en el Cementerio de los Prazeres de Lisboa.

## Reconocimientos
Ha sido embajador de la música y la cultura portuguesa a través de sus innumerables actuaciones por varios países, pasando por el Teatro Olympia de París, por las Óperas de Fráncfort del Meno y Wiesbaden, por la casa de espectáculos Canecão de Río de Janeiro, el Savoy de Helsinki y por otras muchas ciudades, como San Petersburgo, Copenhague, São Paulo, entre otras. A nivel nacional portugués destacan los conciertos en la Fundación Gulbekian, en el Monasterio de los Jerónimos de Belém, en el Casino de Estoril o en el Centro Cultural de Belém. 
Es ciudadano honorario de la ciudad de Río de Janeiro y miembro de la Honra del Claustro Ibero-Americano de las Artes. Asimismo, le fue concedido un diploma por el Senado de Rhode Island (Estados Unidos) por su contribución a la divulgación de la música portuguesa, el Globo de Oro de Mérito y de la Excelencia, el Premio de la consagración de su carrera de la Sociedad Portuguesa de Autores. Es además miembro de la Orden del Infante Don Enrique. En 2003 recibió el Premio José Afonso.
En 2014 Carlos ganó el Grammy Latino un premio a la excelencia musical. En 2019 se retiró de los escenarios con un doble concierto en Oporto y en Lisboa.

## Discografía[11]

### Discos propios
- O Fado de Carlos do Carmo (1969, Alvorada): Alvorada / O Resto da Minha Esperança / O Trem Desmantelado / A Rua do Silêncio / Romance das Horas Paradas / Sempre que Lisboa Canta / Velha Lisboa / Estranha Forma de Vida / Loucura / Lisboa Casta Princesa / Viela / Coimbra / Uma Casa Portuguesa
- O Fado Em Duas Gerações [con Lucília do Carmo (1969, Decca): Fica Comigo Saudade / Maria Madalena / Agora Choro à Vontade / Rainha Santa / Não Gosto de Ti / As Três Normas / O Fado / Tia Dolores / Quadras Dispersas / Senhora da Saúde / Saudade Mal do Fado / A Cor da Mágoa
- Carlos do Carmo (1970, Tecla) (reedición con el título Saudade: 1973, Tecla) (reedición con el título A Saudade aconteceu: Movieplay) (reedición con el título Carlos do Carmo: 2013, Universal): Gaivota / Bairro Alto / Vim para o Fado / Fado da Noite / Será Triste mas é Fado / Já me Deixou / A Saudade Aconteceu / Não se Morre de Saudade / Mãos Vazias / Guardei na Minha Saudade / A Voz que eu Tenho / Rodam as Quatro Estações
- Carlos do Carmo com a Orquestra de Jorge Costa Pinto (1972, Tecla) (reedición con el título Canoas do Tejo: 1998, Movieplay) (reedición con el título Canoas do Tejo: 2013, Universal): Ferro Velho / Aurora Boreal / Canção de Madrugar / Soneto XIV / Dizer que Sim à Vida / Amor Total / Canoas do Tejo / Partir é Morrer um Pouco / O Fruto dá a Vida / Canção Grata / Não Digam ao Fado / Fado dos Sonhos
- Êxitos (1973, Tecla): Gaivota / Estranha Forma de Vida / Bairro Alto / Por Morrer uma Andorinha / Vim para o Fado / Loucura / A Voz que eu Tenho / Duas Lágrimas de Orvalho / Não se Morre de Saudade / Agora Choro à Vontade / A Saudade Aconteceu / Rua do Silêncio
- Por Morrer Uma Andorinha (1973, Philips): Por Morrer uma Andorinha / Há Festa na Mouraria / Um Dia / Fica-te Mesmo a Matar / Quadras Soltas / Júlia Florista / Padre Nosso / A Rua do Desencanto / Dá Tempo ao Tempo / Aquela Feia / Quadras de Amor / Vestida de Madrugada
- Fado Lisboa – An Evening At The “Faia” [com Lucília do Carmo] (1974, Philips): A Rua do Desencanto / Fica-te Mesmo a Matar / Desgarrada com Carlos do Carmo / Não Voltes à Minha Porta / Corrido do Mestre Zé (instrumental) / Quadras Soltas / Dúvida (instrumental) / Madragoa / Fado em Dó (instrumental) / Sete Colinas / Noites no "Faia" (instrumental) / Dá Tempo ao Tempo
- Carlos do Carmo (1975, Tecla) (reedición con el título Pedra Filosofal: 1975, Edisom): María Vida Fría / Bailado / I Giorni dell’Arcobaleno / Los Ejes de Mi Carreta / La Valse à Mille Temps / Andorinhas / Pomba Branca / Menino d’Oiro / Pedra Filosofal / Puedo Escribir los Versos
- Uma Canção Para a Europa (1976, Movieplay / Procope RTP) (reedición con el título Carlos do Carmo: 1980, Polskie Nagrania) (reedición con el título Uma Canção Para a Europa: 2013, Universal): Onde é Que tu Moras / Estrela da Tarde / Os Lobos e Ninguém / Novo Fado Alegre / No Teu Poema / Maria Criada/Maria Senhora / Cantiga de Maio / Uma Flor de Verde Pinho / Lisboa, Menina e Moça / Meu Nome é Fado
- Um Homem na Cidade (1977, Trova) (reedición con el título Un Parfum de Fado, Vol. 1 Carlos do Carmo: 1993, Playa Sound) (reedición: 1995, Polygram): Um Homem na Cidade / O Cacilheiro / Fado do Campo Grande / O Amarelo da Carris / Namorados da Cidade / Nova Feira da Ladra / O Homem das Castanhas / Rosa da Noite / Fado Varina / Fado dos Azuleijos / Fado da Pouca Sorte / Balada Para Uma Velhinha
- Carlos do Carmo com Guitarras (1978, Tecla): Andorinhas / Duas Lágrimas de Orvalho / Não Se Morre de Saudade / Canto Para Não Chorar / Mãos Vazias / Rodam as Quatro Estações	/ A Saudade Aconteceu / Bailado / Guardei na Minha Saudade / Sou Para Vós Donde Venho / A Voz que Eu Tenho / O Fruto Dá a vida
- Dez Fados Vividos (1978, Trova) (reedición con el título Un Parfum de Fado, Vol. 6 Carlos do Carmo con el tema extra "Os Putos": 1993, Playa Sound) (reedición: 1995, Polygram): Gaivota / Lisboa Menina e Moça / Partir é morrer um pouco / Bairro Alto / Por morrer uma andorinha / Canoas do Tejo / Andorinhas / Vim para o Fado / Não se morre de saudade / Duas lágrimas de orvalho
- Álbum (1980, Polygram): Raiz / O Madrugar de Um Sonho / Lisboa Cidade Abril / Maus Tempos / Um Fado / Retalhos / Pequena Serenata Diurna / Ronda / La Valse a Mille Temps / Um Beijo no Futuro
- Um Homem no País (1983, Polygram): Fado Excursionista / Fado das Amendoeiras / Fado da Madeira / Fado da Serra / Fado da Leziria / Fado Transmontano / Fado Moliceiro / Fado Manguela / Fado dos Açores / Fado do Trigo / Fado do Minho / Fado Burrico / Fado Ultramar
- Mais do que amor é amar (1986, Polygram): Aprendamos o Rito / Maior-Menor / À Memória de Anarda / Elegia do Amor / Não És Tu / Por Morrer Uma Andorinha / Ao Gosto Popular / A Maria / Aquela Praia Ignorada / Carta a Ângela
- Que se fez Homem de Cantar (1990, Polygram): Teu Nome Lisboa / Sonata de Outono / Zé do Bote / Olhos Garotos / Cumplicidade / Velho Cantor / Mestre Fado / Pôr-do-Sol / Alfabeto Fadista / Mar Português / Teu Nome Lisboa
- Margens (1996, EMI) (reedición: 2012, Universal): Palavras Minhas / Calçada à Portuguesa / Canção da Tristeza Alegre / Voz Marinheira / Luz de Corvo / Mar Menor / A Navalha / Soneto a Cesário / Robertos de Feira / Meu Fim de Semana / Flor de Cera / Verde Antigo
- Nove Fados e uma Canção de Amor (2002, Universal): Partida / A Morte da Mariquinhas / Casa do Fado / Fado Maestro / Nasceu Assim, Cresceu Assim / Fado Mulato / Três Sílabas de Sal / Dois Portos / Eu Canto / Sombra do Desejo
- À Noite (2007, Universal): Insónia / Pontas Soltas / Fado do 112 / Lisboa Oxalá / Margens da Solidão / À Noite / A Guitarra e o Clarim / Vem, Não Te Atrases / Madrugada / Vou Contigo, Coração / Fado dos Meus Fados / Enredo // temas extra da 2ª edición: Fado da Saudade / Fado Tropical
- Carlos do Carmo & Bernardo Sassetti [con Bernardo Sassetti] (2010, Universal): Retrato / Cantigas do Maio / Lisboa Que Amanhece / Gracias à La Vida / Porto Sentido / O Sol / Foi Por Ela / Avec Le Temps / Quando on a Que L'Amour / Tal vez Por Acaso
- Maria João Pires/ Carlos do Carmo [con Maria João Pires] (2012, Universal): Morrer de Ingratidão / No Lado Esquerdo do Peito / Canto Três / Teclado / Se Não Tenho Outra Voz / Paixão / Separação / Sem Palavras / Invenção de mim.
- Fado é amor (2013, Universal).
- E ainda... - Obrigado! (Ao vivo). Disco doble (2021, Universal). Último disco grabado.
- Duetos (2023, Universal).

### Discos grabados en vivo
- Ao vivo no Olympia / Live at the Olympia / En Public a l'Olympia (1980, Polygram)
- Live Alte Oper Frankfurt (1983, Polygram)
- Em Concerto (compilación, 1987, Philips)
- Ao Vivo no Canecão (1988, Portugal Musical) (editado en CD por Universal en 2012 en la caja "Ao Vivo nas Salas Míticas")
- Ao Vivo No CCB: Os Sucessos de 35 Anos de Carreira' (1999, EMI)
- Ao Vivo no Coliseu dos Recreios de Lisboa (2004, Universal)
- Montepio Geral apresenta Orquestra Metropolitana de Lisboa e Carlos do Carmo (2005, Universal/Montepio Geral)
- Ao Vivo no Casino do Estoril (2010, Universal/Público)
- Ao Vivo nas Salas Míticas (caja de 4CD: Ao vivo no Olympia / Live Alte Oper Frankfurt / Ao Vivo no Canecão / Ao Vivo no Coliseu dos Recreios de Lisboa) (2012, Universal)

### Singles y EP
- Mário Simões e o seu Quarteto apresentando Carlos do Carmo (1963, Alvorada): Loucura (com Carlos do Carmo) / Cinderela / Só Dor / Twist Desconjuntado
- Carlos do Carmo com Orquestra de Joaquim Luiz Gomes (1964, Alvorada): Loucura / Estranha Forma de Vida / Lisboa Casta Princesa / Viela
- Mais Fados por Carlos do Carmo (1965, Alvorada): O Resto da Minha Esperança / O Trem Desmantelado / A Rua do Silêncio / Romance das Horas Paradas
- Fados do Meu Coração - Carlos do Carmo com a Orquestra de Joaquim Luís Gomes (1965, Decca): Rainha Santa / Fica Comigo Saudade / O Fado
- Fado Razão da Minha Vida - Carlos do Carmo e a Guitarra de Jaime Santos (1965, Decca): Agora Choro à Vontade / Quadras Dispersas / Saudade Mal do Fado / As Três Normas
- Carlos do Carmo (1967, Philips): A Rua do Desencanto / Fica-te Mesmo a Matar / Quadras Soltas / Dá Tempo ao Tempo
- Carlos do Carmo em Paris (1967, Decca): Há Festa na Mouraria / Quadras de Amor / Um Dia / Vestida de Madrugada
- Carlos do Carmo canta Fado (1970, Philips): Por Morrer uma Andorinha / Padre Nosso /  Júlia Florista / Aquela Feia
- Carlos do Carmo no Curto Circuito [ao vivo] (1970, Tecla): Pedra Filosofal / A Voz que eu Tenho / Menino d’Oiro
- Carlos do Carmo (1972, Tecla): Duas Lágrimas de Orvalho / Sou para vós Donde Venho / Canto para não chorar / O Fruto Dá a Vida
- Por Morrer Uma Andorinha (1973, Philips): Por Morrer Uma Andorinha / Padre Nosso / A Júlia Florista / Aquela Feia
- Carlos do Carmo (1973, Tecla): Ferro Velho / Aurora Boreal / Amor Total / Dizer que Sim à Vida
- Partir é Morrer um Pouco (1973, Tecla): Partir é Morrer um Pouco / Fado dos Sonhos / Canção de Madrugar / Soneto XIV
- Carlos do Carmo (1973, Tecla): Canoas do Tejo / Não digam ao Fado / Canção Grata / O Fruto dá a Vida
- Gaivota (1973, Tecla): Gaivota / Guardei na minha Saudade / Fado da Noite / Rodam as 4 Estações
- Não se Morre de Saudade (1973, Tecla): Não se Morre de Saudade / A Voz que eu Tenho / A Saudade Aconteceu / Mãos Vazias
- Vim Para o Fado (1973): Vim Para o Fado / Será Triste mas é Fado / Bairro Alto / Já me Deixou
- Something / Love Story (1973, Tecla): Something / Love Story
- Pomba Branca (1974, Tecla): Pomba Branca / Menino d’Oiro / Andorinhas / Bailado
- A Voz Que Eu Tenho (1975, Trova): O Nosso Amor é Livre / Cidade Cinzenta / Sou da Noite / Tenho a Pátria num Rosto de Criança
- Have a Smile on Your Face (1976, Movieplay): Have a Smile on Your Face / The Blind Man who Can See
- Have a Smile on Your Face (1976, Crystal): Have a Smile on Your Face / I Know an Old Man
- Lisboa Menina e Moça (1976, Movieplay): Lisboa Menina e Moça / Estrela da Tarde
- O Que Sobrou de Um Queixume (1976, Movieplay): O Que Sobrou de Um Queixume / Fado Penélope
- Carlos do Carmo e Don Byas (1976, Philips): The Shadow of Your Smile / I’ve Got You Under My Skin
- Os Putos (1978, Trova): Os Putos / O Fado de Todos Nós
- O Fado dos Cheirinhos (1979, Philips): O Fado dos Cheirinhos / Kyrie
- Retalhos/Raiz (1980, Philips): Retalhos / Raiz
- Saudade de Elis (1980, Philips): Elis / Diamante

### Tributos
- Novo Homem na Cidade (2004, Universal)